# Olympiastadion Sotschi
Das Olympiastadion Sotschi (russisch Олимпийский стадион «Фишт», Olympiastadion „Fischt“; benannt nach dem Berg) steht im Distrikt Adler der Stadt Sotschi an der russischen Schwarzmeerküste. Das 48.000 Zuschauer fassende Stadion war Spielstätte der Fußball-WM 2018. Seit 2018 ist der neugegründete Fußballclub FK Sotschi, gegenwärtig in der Premjer-Liga, im Olympiastadion von 2014 beheimatet.
Der Bau des Stadions empörte Tscherkessen weltweit, da es an der Stelle eines der letzten und größten Massakers des tscherkessischen Genozids errichtet worden ist.

## Geschichte
Bei den Olympischen Winterspielen 2014 fanden im Stadion die Eröffnungs-, die Schlussfeier und die Medaillenzeremonien statt. Außerdem war es eine von vier Spielstätten des FIFA-Konföderationen-Pokals 2017 und auch bei der FIFA-Fußball-Weltmeisterschaft 2018 war es einer von zwölf Austragungsorten.
Für die Fußball-Weltmeisterschaft wurde das Stadion für über 50 Mio. Euro umgebaut und auf 48.000 Plätze erweitert. Insgesamt kostete der Bau rund 700 Mio. Euro. Da es in der Umgebung keinen Fußballverein gibt, wird die russische Fußballnationalmannschaft der einzige Nutzer des Stadions sein. Es sind Trainingslager und Länderspiele geplant.
Im russischen Pokalfinale 2017 am 2. Mai des Jahres bezwang Lokomotive Moskau im Olympiastadion „Fischt“ vor 24.500 Zuschauern die Mannschaft von Ural Jekaterinburg mit 2:0.

## Der Bau des Stadions
- 2006 sollte der Bau Russland nach ersten Schätzungen 1,7 Milliarden Euro kosten. Die Entwicklung des architektonischen Designs führte die auf das Designen von Stadien spezialisierte Firma "Populous", die unter anderem auch bei der Umgestaltung des Soccer City in Johannesburg für die Fußball-Weltmeisterschaft 2010 mitwirkte.
- 2008 wurden die Grundstücke aufgekauft und die Flächen für den Bau der olympischen Anlage geräumt.
- 2010 begann der Bau des Stadions "Fischt". Es wurde die symbolische Kapsel gelegt, um den Beginn der Konstruktion zu markieren. Sie hatte die Aufschrift "Glaube an deine Stärke und gemeinsam werden wir gewinnen".
- 2011 wurde das ursprüngliche Projekt geändert – wie einige Quellen behaupten, auf Antrag des Regisseurs der Eröffnungsfeier der Olympischen Spiele, Konstantin Ernst.
- 2013 wurde der Bau des Stadions fertiggestellt und es wurde – später als die anderen Olympischen Sportstätten – in Betrieb genommen.

## Sicherheit
Während der Spiele der Fußball-Weltmeisterschaft 2018 sind im Stadion zweitausend Kameras im Einsatz. Für den Schutz des Stadions werden 600 Mitarbeiter des Katastrophenschutzministeriums abgestellt.

## Konstruktionsmerkmale
Die Spielfläche beträgt 105 m × 68 m. Das Stadion verfügt über vier Tribünen: zwei offene Stirntribünen und zwei seitliche, überdachte Ränge. Das Dach über die westliche und östliche Tribüne besteht aus lichtdurchlässigem Ethylen-Tetrafluorethylen-Copolymer (ETFE). Das Stadion erfüllt die Kriterien für die Kategorie 4 des UEFA-Stadioninfrastruktur-Reglements.

## Länderspiele der russischen Fußballnationalmannschaft in Sotschi
Bisher trug die russische Fußballnationalmannschaft zwei Partien im Olympiastadion aus.
- 28. März 2017:  Russland –  Belgien 3:3 (Freundschaftsspiel, 39.000 Zuschauer)[8]
- 14. Oktober 2018:  Russland –  Türkei 2:0 (UEFA Nations League 2018/19, 38.288 Zuschauer)[9]

## Spiele des FIFA-Konföderationen-Pokals 2017 in Sotschi
Im Olympiastadion wurden vier Partien des FIFA-Konföderationen-Pokals ausgetragen.
| Datum         | Gruppe     | Mannschaft  | Mannschaft  | Ergebnis  |
| ------------- | ---------- | ----------- | ----------- | --------- |
| 19. Juni 2017 | Gruppe B   | Australien  | Deutschland | 2:3 (1:2) |
| 21. Juni 2017 | Gruppe A   | Mexiko      | Neuseeland  | 2:1 (0:1) |
| 25. Juni 2017 | Gruppe B   | Deutschland | Kamerun     | 3:1 (0:0) |
| 29. Juni 2017 | Halbfinale | Deutschland | Mexiko      | 4:1 (2:0) |

## Spiele der Fußball-WM 2018 in Sotschi
Das Stadion war Spielstätte für vier Partien der Gruppenphase, ein Achtelfinale und ein Viertelfinale bei der Fußball-WM 2018.
| Datum         | Gruppe        | Mannschaft  | Mannschaft | Ergebnis                        | Zuschauer |
| ------------- | ------------- | ----------- | ---------- | ------------------------------- | --------- |
| 15. Juni 2018 | Gruppe B      | Portugal    | Spanien    | 3:3 (2:1)                       | 43.866    |
| 18. Juni 2018 | Gruppe G      | Belgien     | Panama     | 3:0 (0:0)                       | 43.257    |
| 23. Juni 2018 | Gruppe F      | Deutschland | Schweden   | 2:1 (0:1)                       | 44.287    |
| 26. Juni 2018 | Gruppe C      | Australien  | Peru       | 0:2 (0:1)                       | 44.073    |
| 30. Juni 2018 | Achtelfinale  | Uruguay     | Portugal   | 2:1 (1:0)                       | 44.287    |
| 7. Juli 2018  | Viertelfinale | Russland    | Kroatien   | 2:2 n. V. (1:1, 1:1), 3:4 i. E. | 44.287    |

## Galerie

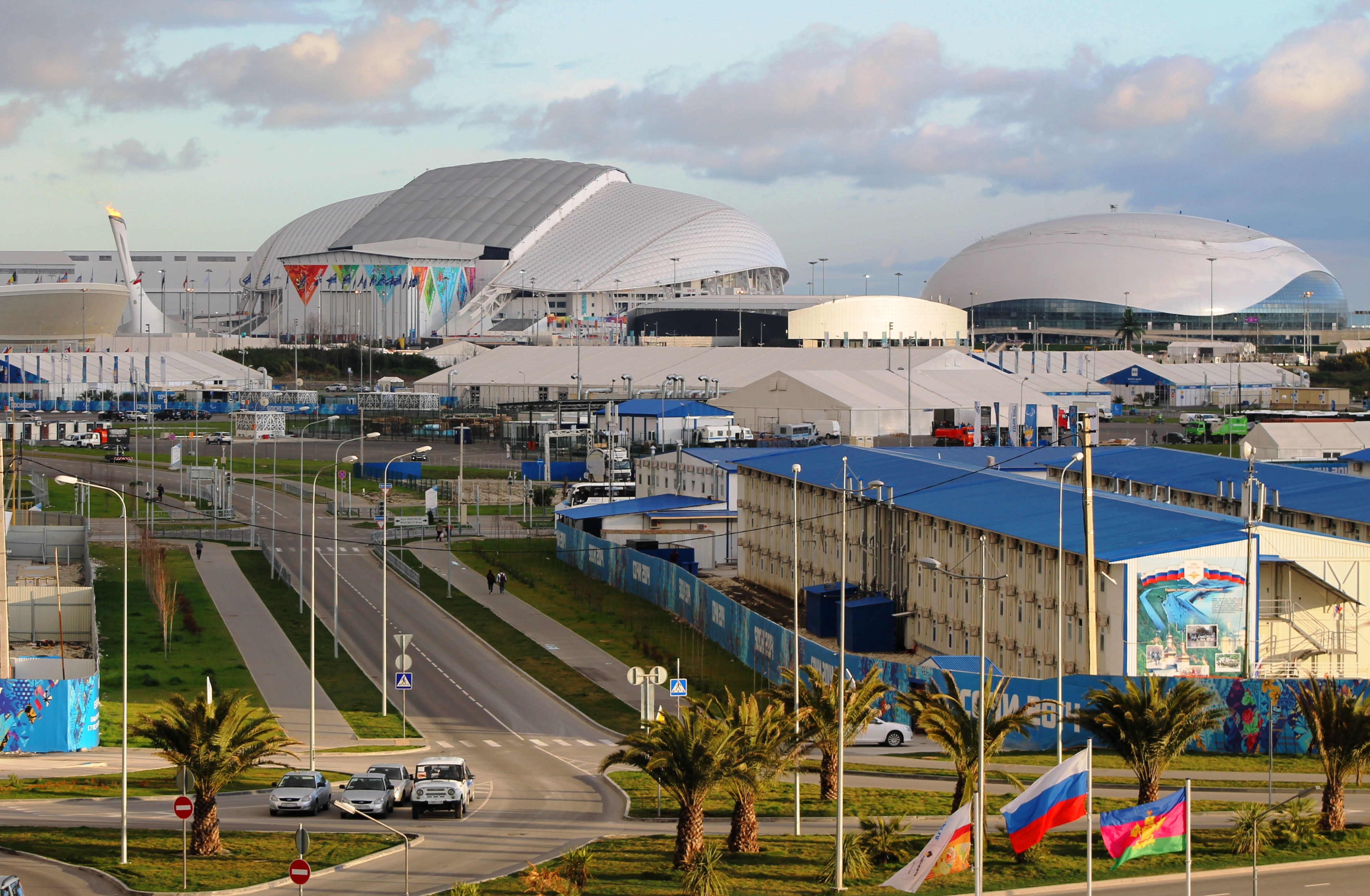
Das Olympiastadion (links) und der danebenliegende Bolschoi-Eispalast im Sotschi Olympiapark. Dazwischen liegt das Ice Cube Curling Center. Ganz links im Bild die Adler Arena
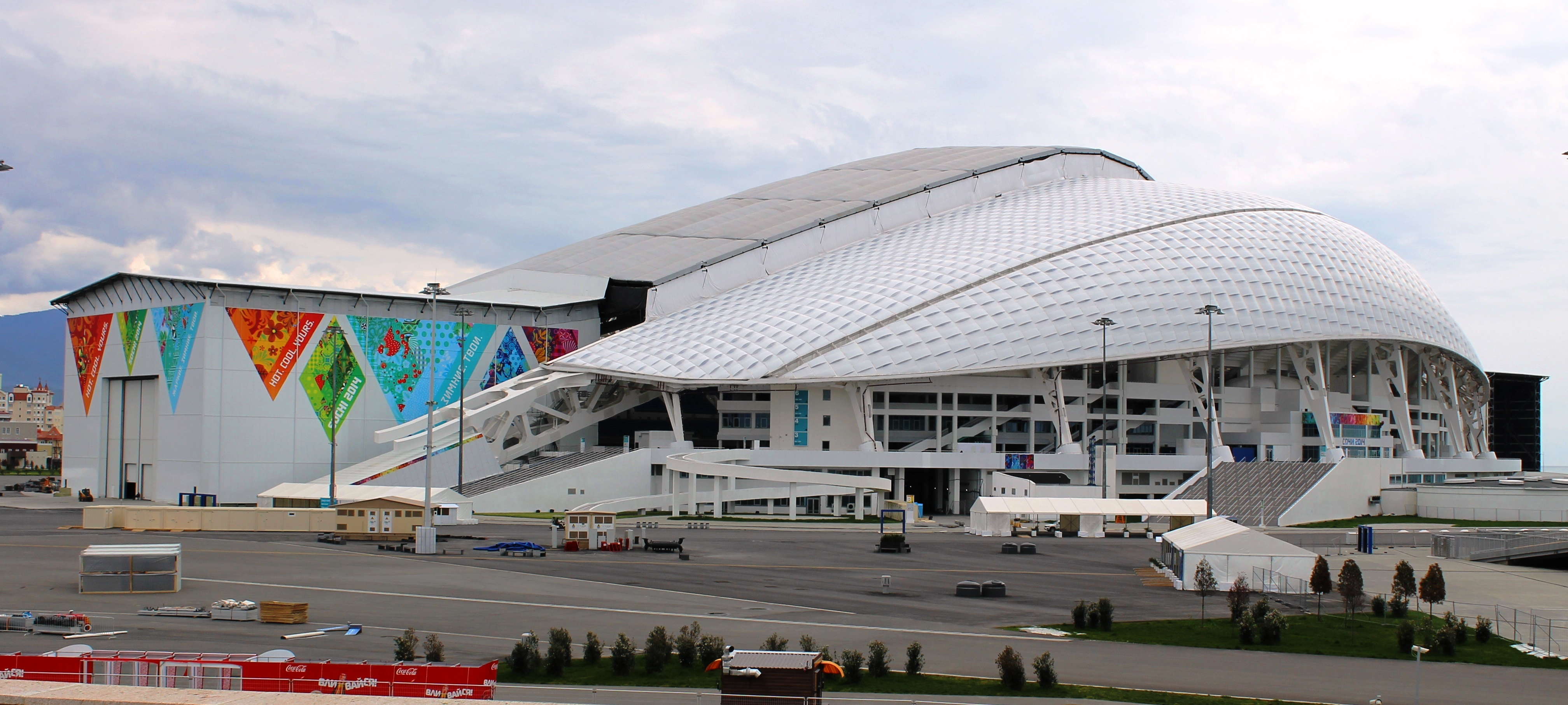
Das Stadion im März 2014 mit geschlossenem Dach
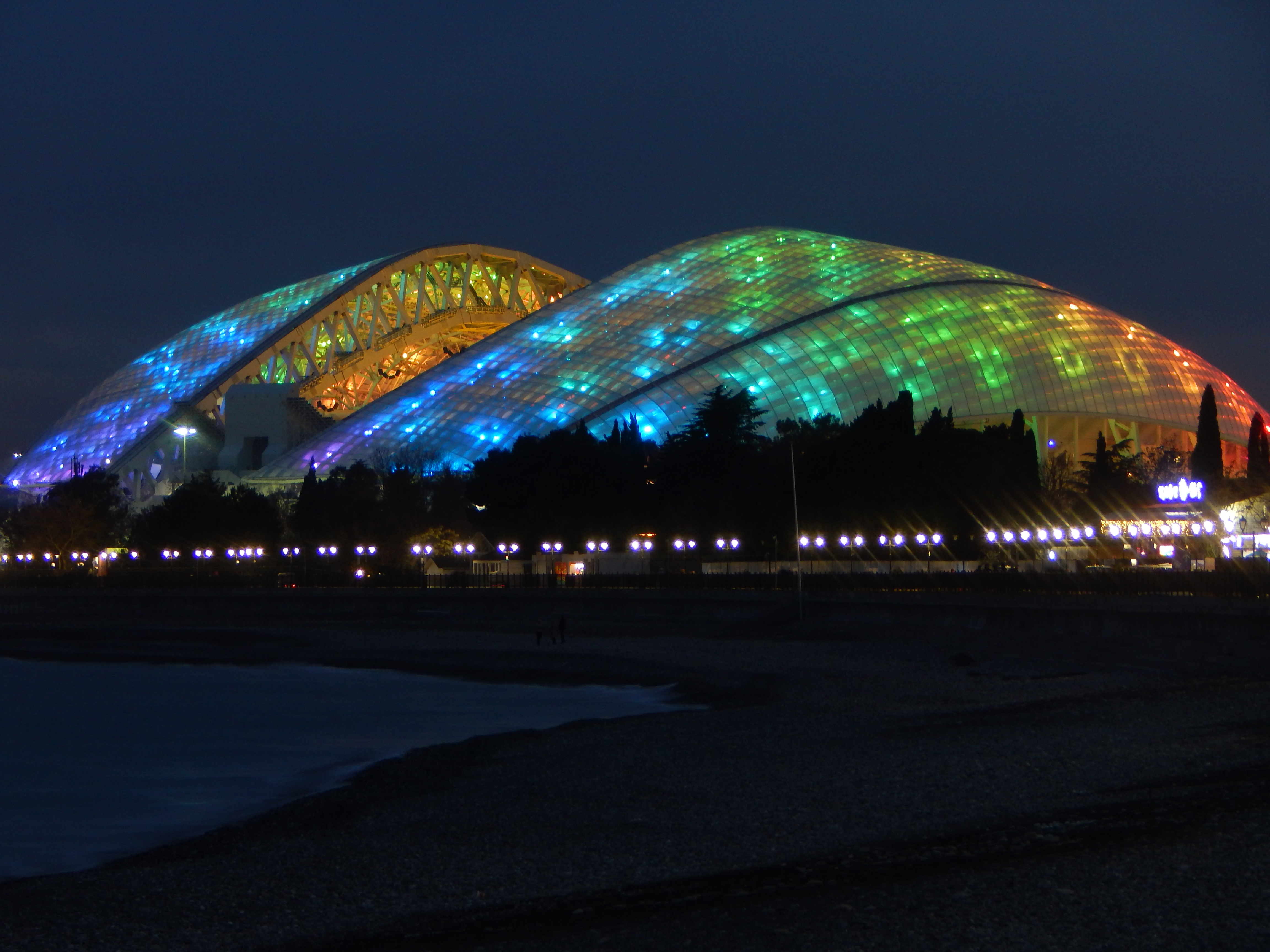
Außenansicht vom Januar 2018